# جواو غيلبرتو نول
جواو غيلبرتو نول (بالإنجليزية: João Gilberto Noll)‏ (15 أبريل 1946، بورتو أليغري في البرازيل - 29 مارس 2017)؛ كاتب وروائي برازيلي. درس في الجامعة الأسقفية الكاثوليكية في ريو دي جانيرو.

## الجوائز
- زمالة غوغنهايم